# Komuna
Komuna ist in Nordmazedonien und im Kosovo sowie früher teilweise auch in Albanien die albanischsprachige Bezeichnung für Gemeinden.

## Kosovo
Im Kosovo ist die Komuna (bestimmte Form Singular; unbestimmte Form Singular: komunë; bestimmte Form Plural: komunat; unbestimmte Form Plural komuna) die einzige Verwaltungseinheit.

## Nordmazedonien
In Nordmazedonien ist Komuna die albanische Bezeichnung für die Opština, die die einzige Verwaltungseinheit im Land darstellt. 

## Albanien
In Albanien bezeichnete Komuna eine Gemeinde ländlichen Typs. Sie war zusammen mit der Bashkia, der Gemeinde städtischen Typs, die nach Qark und Kreis dritte und unterste Verwaltungseinheit. Eine Komuna war gemäß Gesetz eine „Verwaltungseinheit und die Gemeinschaft von Einwohnern in einer ländlichen Gegend und in Spezialfällen in einer städtischen Gegend“.
2015 wurde die Zahl der Gemeinden in Albanien auf 61 reduziert. Seither gibt es nur noch Bashkie, aber keine Komuna mehr. Zuvor gab es in Albanien 308 Komune. Heute sind diese Njësitë administrative (Verwaltungseinheiten) innerhalb der Bashkie.
Die gesetzliche Basis ist Artikel 108 der Verfassung Albaniens. Gemeinden sind in der Lokalverwaltung autark, insofern die Zuständigkeit nicht per Gesetz anderen Behörden übertragen wurde. Jede Komuna verfügte über einen von der Bevölkerung gewählten Gemeinderat und einen dem Bürgermeister gleichkommenden Vorsitzenden.